# Echter Storaxbaum

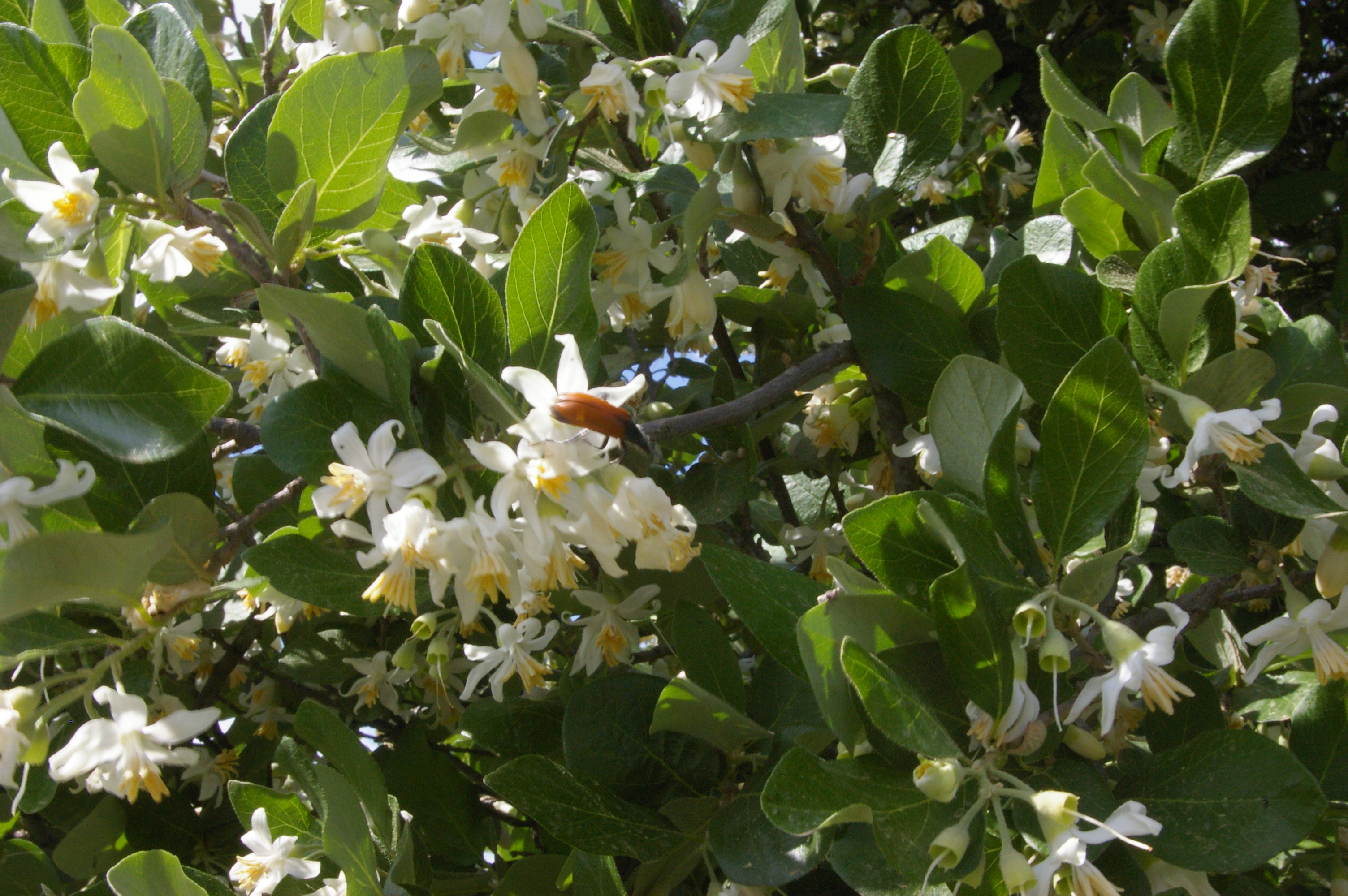
Blüten und Blätter

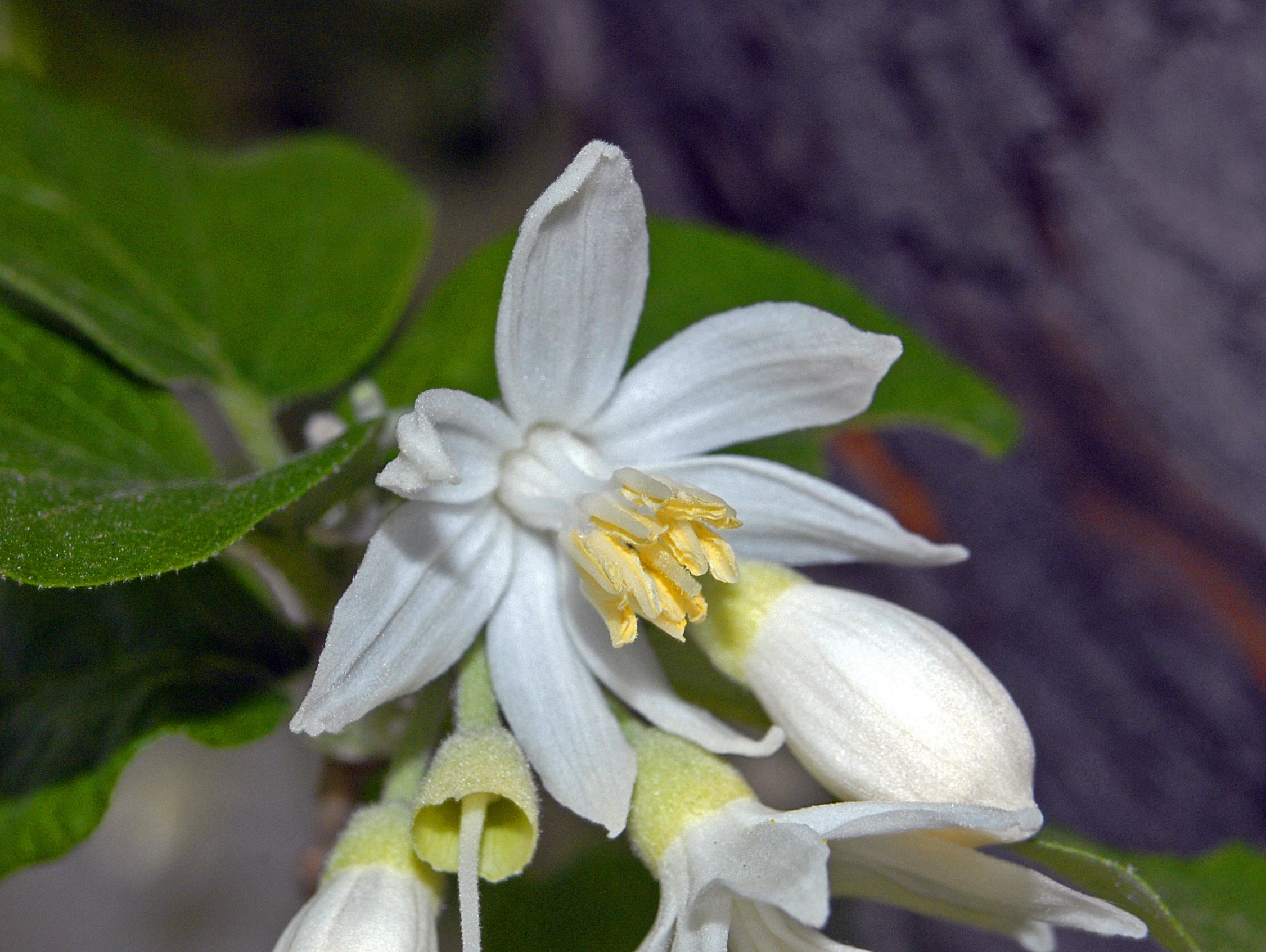
Einzelblüte

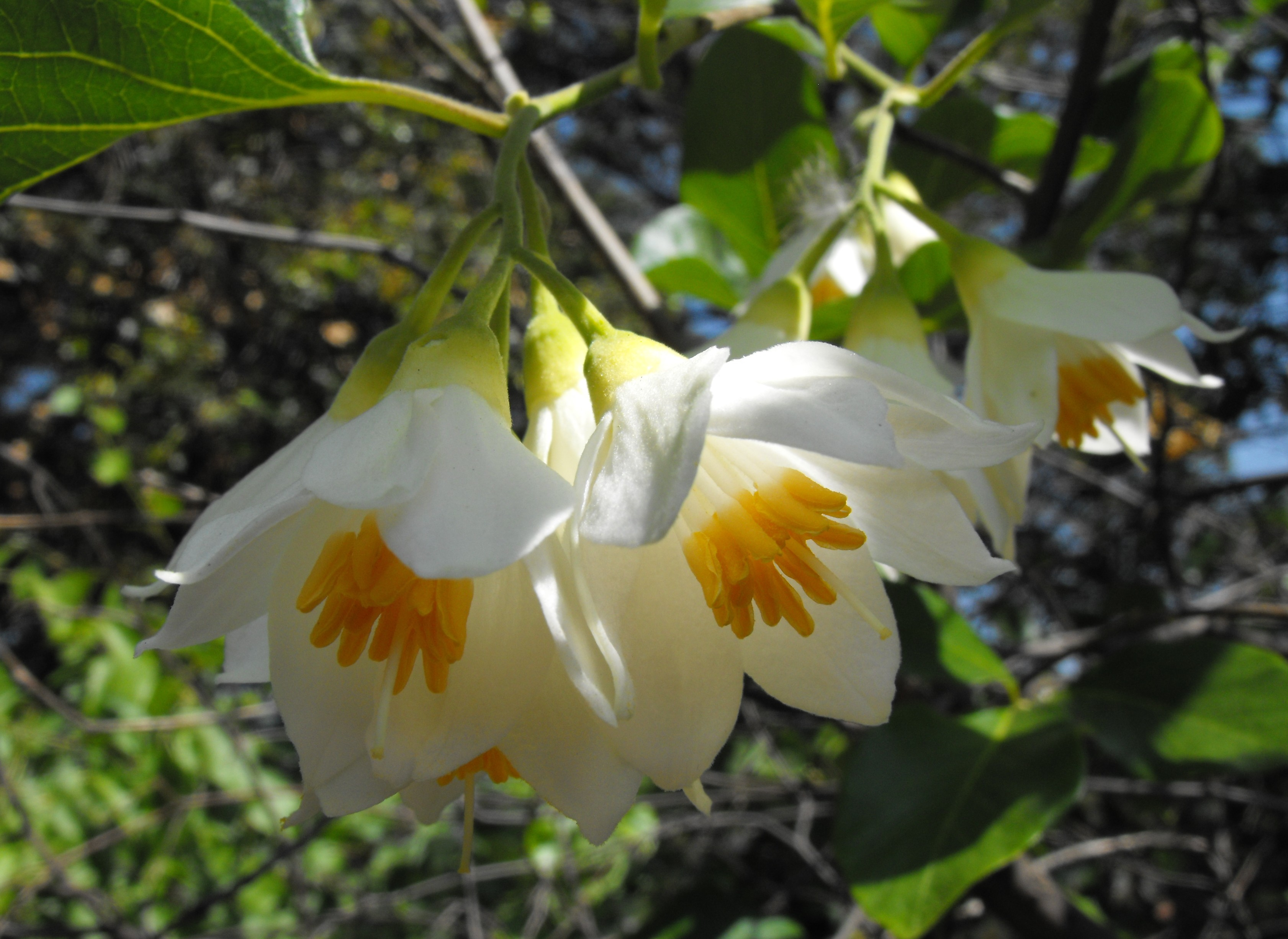
Blüten

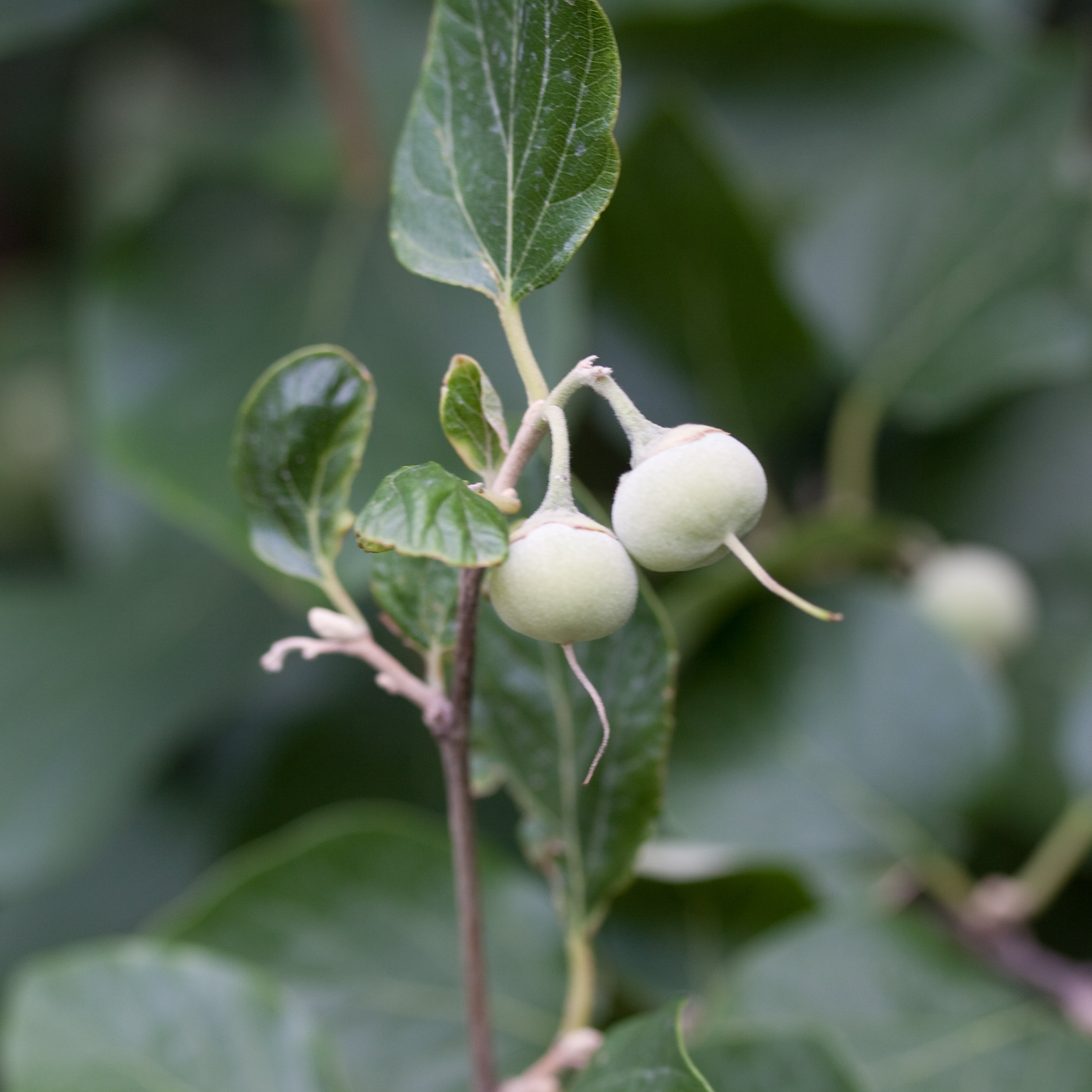
Unreife Früchte

Der Echte Storaxbaum oder Echte Styraxbaum (Styrax officinalis) ist ein Strauch oder kleiner Baum aus der Familie der Storaxbaumgewächse (Styracaceae).

## Beschreibung
Der Echte Storaxbaum ist ein sommergrüner, bis zu 7 Meter hoher, breit aufrechter Strauch oder kleiner Baum mit dünnen und anfangs filzig sternhaarigen Zweigen. Die einfachen und gestielten Laubblätter sind wechselständig angeordnet. Die rundspitzige bis bespitzte, papierige Blattspreite ist eiförmig, 4 bis 6,5 Zentimeter lang, ganzrandig und anfangs weißflaumig behaart. Die Blattunterseite ist graugrün.
Die 1 bis 2 Zentimeter lang gestielten, etwa 2 Zentimeter langen und duftenden, zwittrigen Blüten mit doppelter Blütenhülle wachsen zu dritt bis acht in hängenden, endständigen Büscheln an Kurztrieben. Der kurze Kelch ist becher- oder napfförmig, beinahe ganzrandig oder fünf- bis siebenfach gezähnt. Die Kronröhre ist sehr kurz, die fünf bis sieben Kronzipfel sind weiß und fein behaart. Die 10–14 Staubblätter sind am Schlund inseriert. Der Fruchtknoten ist oberständig mit einem langen Griffel. Die gelben Steinfrüchte sind kugelig, etwa 1–2 Zentimeter groß, ledrig mit beständigem Kelch und Griffelresten. Der Echte Storaxbaum blüht im April und Mai.

## Verbreitung und Standortansprüche
Das natürliche Verbreitungsgebiet liegt in Europa in Italien, auf der Balkanhalbinsel, in Griechenland und auf Kreta und Zypern; in Asien in Israel, in Jordanien, Syrien und der Türkei. In Südfrankreich wurde die Art eingebürgert. Sie ist die einzige Vertreterin der Familie im Mittelmeergebiet. Der Echte Storaxbaum wächst in lichten Wäldern, in Gebüschen und an Flussufern auf trockenen bis frischen, schwach sauren bis stark alkalischen, sandigen, sandig-kiesigen oder sandig-lehmigen nährstoffreichen Böden an sonnigheißen Standorten. Die Art ist frost- und nässeempfindlich. Das Verbreitungsgebiet wird der Winterhärtezone 9 zugeordnet mit mittleren jährlichen Minimaltemperaturen von −6,6 bis −1,2 °C (+20 bis +30 °F).

## Systematik
Der Echte Storaxbaum (Styrax officinalis) ist eine Art aus der Gattung der Storaxbäume (Styrax) in der Familie der Storaxbaumgewächse (Styracaceae). Sie wurde 1753 von Carl von Linné im Species Plantarum erstmals wissenschaftlich beschrieben. Der Gattungsname Styrax wurde schon vor Linné für die Art benutzt und auch von den Römern und Griechen verwendet. Das Artepitheton officinalis ist ein erst zu Linnés Zeiten gebräuchlicher neulateinischer Ausdruck und entspricht dem deutschen Ausdruck „offizinell“.

## Verwendung
Das vermeintlich in früheren Zeiten aus den Ästen und Stämmen gewonnene Harz soll stark duftend sein. Es soll antiseptisch und schleimlösend wirken und als Gewürz und zur Herstellung von Parfums und Räucherwerken verwendet worden sein. Dieses vermeintliche, früher bisweilen auch als Asa dulcis bezeichnete Styraxharz ist heutzutage sowieso nicht mehr erhältlich, es ist aber möglich, dass es aus bestimmten Phänotypen oder Populationen oder unter bestimmten Umgebungsbedingungen hergestellt worden ist. Aus den Früchten werden Rosenkränze hergestellt. Der Echte Storaxbaum wird manchmal wegen seiner dekorativen Blüten als Zierstrauch gepflanzt.